# Adrian Leemann

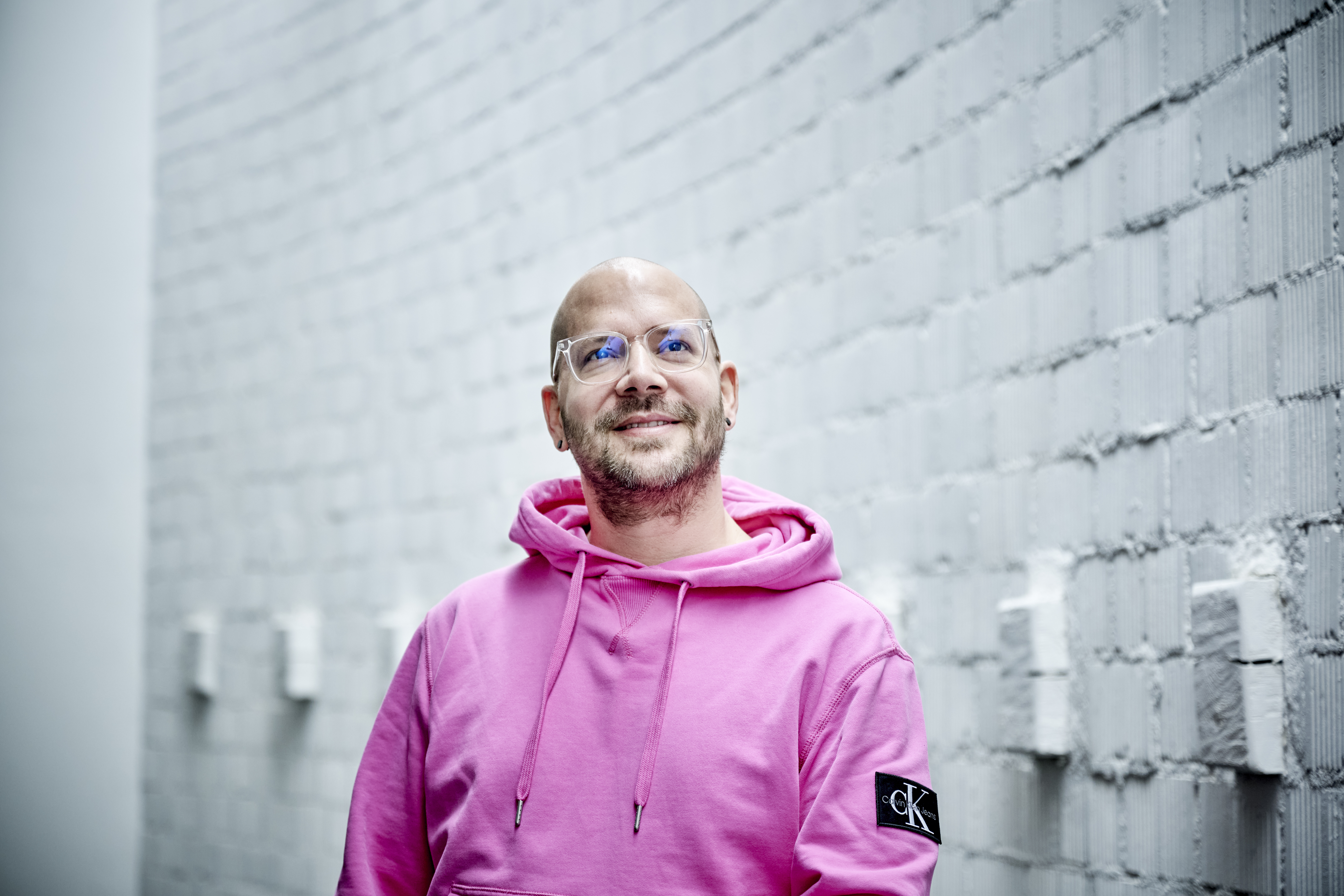
Adrian Leemann

Adrian Leemann (* 2. Januar 1980 in Aarau) ist ein Schweizer Linguist und Phonetiker. Er ist seit 2022 Professor für deutsche Soziolinguistik an der Universität Bern. Seine Forschungsschwerpunkte liegen in der Dialektologie, Soziophonetik und forensischen Phonetik, vor allem mit Blick auf schweizerdeutsche und englische Dialekte. Seine öffentlichkeitswirksamen Projekte haben die Linguistik durch interaktive Apps und gross angelegte Citizen-Science-Vorhaben einem breiten Publikum zugänglich gemacht.

## Leben
Leemann wurde in Aarau geboren und wuchs in Zofingen im Kanton Aargau auf. Er besuchte die Kantonsschule Zofingen und verbrachte das zweite Gymnasialjahr bei einer Austauschfamilie in Weyauwega, Wisconsin.
Er studierte Englische Linguistik und Allgemeine Sprachwissenschaft an der Universität Bern, wo er 2005 seinen Master abschloss. Von 2002 bis 2003 studierte er Englische Linguistik an der University of Winnipeg und der New York University. 2009 promovierte er mit einer Dissertation zur Intonation schweizerdeutscher Dialekte. Während seiner Promotionszeit verbrachte er ein Forschungsjahr an der Universität Tokio, finanziert durch den Schweizerischen Nationalfonds. 2017 habilitierte er sich an der Universität Zürich im Fach Germanistische Linguistik.
Nach der Promotion war Leemann als Postdoktorand an den Universitäten Bern und Zürich tätig. 2014 wechselte er an die Universität Cambridge, wo er als Postdoc u. a. zur dialektalen Variation im britischen Englisch forschte. 2017 wurde er zum Assistant Professor an der Lancaster University ernannt. Im selben Jahr schloss er auch seine Venia Docendi an der Universität Zürich ab. 2019 erhielt Leemann ein SNSF Eccellenza Professorial Fellowship, welches ihm ermöglichte, eine eigene Forschungsgruppe an der Universität Bern aufzubauen. Seit 2022 ist er dort ordentlicher Professor und Co-Direktor des Instituts für Germanistik.

## Forschung und Beiträge

### Schweizerdeutsche Dialektologie
Im Jahr 2013 lancierte Leemann die Dialäkt Äpp, eine Smartphone-Anwendung, die anhand der dialektalen Wortwahl und Aussprache der Nutzer deren regionale Herkunft vorhersagen konnte. Die App verzeichnete über 100'000 Teilnehmende und bildete die Grundlage für eine umfassendere Untersuchung des Wandels im Schweizerdeutschen. 2019 startete er das vom SNF finanzierte Projekt SDATS (Swiss German Dialects Across Time and Space), das historische Daten mit neuen Interviews von über 1000 Sprecherinnen und Sprechern kombinierte. Daraus entstand der Dialäktatlas – 1950 bis heute, der 2025 veröffentlicht wurde. Dieser umfassende Atlas kartiert über 160 sprachliche Merkmale in der gesamten Schweiz und zeigt sowohl Wandel als auch Stabilität auf.

### Deutsche Dialekte in Europa
Ausserdem war Leemann an einer grösseren Studie zu Dialekten in Deutschland, Österreich und der Schweiz beteiligt. In Zusammenarbeit mit Spiegel Online und dem Tages-Anzeiger entwickelte er das Online-Dialekt-Quiz «Grüezi, Moin, Servus», an dem über 770'000 Personen teilnahmen. Die daraus entstandene Studie wurde 2019 in PLOS ONE veröffentlicht und zeigte eine Angleichung der Dialekte in Norddeutschland sowie anhaltende Unterschiede zwischen Ost- und Westdeutschland – auch Jahrzehnte nach der Wiedervereinigung.

### Englische Dialektologie
Während seiner Zeit in Cambridge entwickelte Leemann die English Dialects App (EDA) mit, die 2016 veröffentlicht wurde. Die App nutzte die Antworten der Nutzer, um deren regionale Herkunft vorherzusagen und sammelte über 47'000 Datenpunkte. Diese bildeten den English Dialects App Corpus (EDAC), eine der grössten zeitgenössischen Datenbanken zum britischen Englisch. Die Ergebnisse wurden 2018 in Ampersand veröffentlicht und zeigten eine fortschreitende Dialektangleichung sowie einen wachsenden Einfluss des Londoner Englisch – bei gleichzeitiger Widerstandsfähigkeit mancher lokaler Akzente, vor allem im Nordosten Englands.

### Soziophonetik und forensische Phonetik
Leemanns Forschung bezieht sich auch auf soziophonetische Faktoren wie den Zusammenhang zwischen Alter, Mobilität und Persönlichkeit mit sprachlicher Variation. Er untersuchte, wie Menschen Stimmen wahrnehmen und Sprecherinnen und Sprecher aufgrund von rhythmischen Merkmalen erkennen. Dazu setzte er auch computergenerierte Sprache ein, etwa mit Hilfe von Deepfake Audio, um reale Sprechsituationen systematisch nachzustellen. 2024 war er Mitautor des Buches An Introduction to Forensic Phonetics and Forensic Linguistics, das theoretische Phonetik mit praktischen Anwendungen im juristischen Kontext verbindet.

## Ausgewählte Publikationen
- Grüezi, Moin, Servus! 2018. Illustrierte Darstellung von Dialektwörtern im gesamten deutschsprachigen Europa. ISBN 978-3-499-63330-0.
- The English Dialects App: A crowdsourced dialect corpus. Ergebnisse des English Dialects App-Projekts. Ampersand, 2018.
- Gamification in dialectology. In: PLOS ONE. Methodische Einblicke aus Online-Dialektquizzen. 2019.
- An Introduction to Forensic Phonetics and Linguistics. Hochschullehrbuch zur forensischen Stimm- und Sprachanalyse. Routledge, London 2024, ISBN 978-0-367-61659-5.
- Dialäktatlas – 1950 bis heute. Atlas zur Kartierung des sprachlichen Wandels in den schweizerdeutschen Dialekten. vdf Hochschulverlag, Zürich 2025, ISBN 978-3-7281-4183-5.

## Auszeichnungen und Anerkennung
Leemann erhielt 2019 das SNSF Eccellenza Professorial Fellowship in Höhe von 1,62 Millionen Schweizer Franken – eine Auszeichnung, die an herausragende Nachwuchsforschende vergeben wird. Darüber hinaus erhielt er u. a. Fördermittel für Projekte zur Dialekt-Klangästhetik und zur sprachwissenschaftlichen Öffentlichkeitsarbeit.

## Öffentliches Engagement und Medien
Leemanns Arbeit hat durch interaktive Apps, Medienkooperationen und Wissenschaftskommunikation ein breites Publikum erreicht. Die Dialäkt Äpp und die English Dialects App (EDA) machten sprachwissenschaftliche Forschung für Zehntausende von Nutzerinnen und Nutzern zugänglich. Seine Dialektstudien wurden u. a. im Spiegel Online, The Guardian, BBC News und im Schweizer Radio und Fernsehen vorgestellt. Er hält regelmässig öffentliche Vorträge und tritt in Medienformaten auf, um das Bewusstsein für dialektale Vielfalt zu fördern.